# Districtul Kasungu
Kasungu este un district  în   statul Malawi. Reședința sa este orașul Kasungu.